# Comuna Kocerinovo, Kiustendil
Kocerinovo (în bulgară Кочериново) este o comună în regiunea Kiustendil, Bulgaria, formată din orașul Kocerinovo și satele Barakovo, Boroveț, Buranovo, Dragodan, Froloș, Krumovo, Mursalevo, Porominovo, Stob și Țărviște. 

## Demografie
Componența etnică a comunei Kocerinovo
     Romi (2,01%)
     Bulgari (95,72%)
     Nicio identificare (2,03%)
     Altele (0,36%)
La recensământul din 2011, populația comunei Kocerinovo era de 5.214 locuitori. Din punct de vedere etnic, majoritatea locuitorilor (95,72%) erau bulgari, cu o minoritate de romi (2,01%). Pentru 2,03% din locuitori nu este cunoscută apartenența etnică.